# Jenson Button
Jenson Alexander Lyons Button, MBE (sinh ngày 19 tháng 1 năm 1980 tại Frome, Somerset, Anh) là một tay đua người Anh. 
Từ năm 2000 đến 2017, anh thi đấu trong Công thức 1 và vào năm 2009, anh trở thành người Anh thứ mười giành được chức vô địch Công thức 1. Button kết thúc sự nghiệp Công thức 1 của mình vào cuối mùa giải 2016. Vào năm 2018 và 2019, anh  thi đấu trong giải đua xe Super GT Series Nhật Bản cho đội Kunimitsu và giành chức vô địch vào năm 2018.

## Đầu đời
Button sinh ngày 19 tháng 1 năm 1980 tại Frome, Somerset và lớn lên ở Vobster, Mells. Anh là con thứ tư của Simone Lyons, người nửa Nam Phi và cựu tay đua xe đua John Button đến từ East End của London. Anh có ba chị gái và bố mẹ anh ly hôn vào năm 1987. Ông nổi tiếng ở quê hương Anh trong hầu hết những năm 1970 khi đua trong chiếc xe Volkswagen Type 1. Cha mẹ của anh gặp nhau ở Newquay khi còn nhỏ và đoàn tụ sau một buổi hòa nhạc tại Longleat. Anh được đặt theo tên của người bạn Đan Mạch và đối thủ của bố mình là Erling Jensen, đổi chữ "e" thành chữ "o" để phân biệt với Jensen Motors, trong khi Simone nhớ lại rằng bà đặt tên cho anh là Jenson sau khi để ý đến một chiếc xe thể thao của Jensen.

## Sự nghiệp

### Công thức 1 (2000-2017)

#### Williams (2000)
Trước thêm giải đua xe Công thức 1 năm 2000, đội đua Williams đã tổ chức một sự kiện để giành lấy chỗ đua còn trống sau khi Alessandro Zanardi chia tay. Button tranh giành với Bruno Junqueira, đương kim vô địch Công thức 3000. Anh đã thắng và nhận được chỗ đua đó và đồng thời anh cũng trở thành tay đua Công thức 1 người Anh trẻ nhất tính đến thời điểm đó. Đồng đội của anh là tay đua người Đức Ralf Schumacher, em trai của Michael Schumacher (tay đua của đội Ferrari và nhà vô địch Công thức 1 người Đức hai lần).
Trong chặng đua đầu tiên trong sự nghiệp Công thức 1 của mình ở Úc, anh xuất phát ở vị trí áp chót nhưng leo lên vài vị trí trong cuộc đua nhưng trong các vòng cuối cùng, anh phải bỏ cuộc từ vị trí thứ sáu do hỏng động cơ. Tại chặng đua sau đó ở Brazil, Button về thứ sáu và ghi điểm đầu tiên trong sự nghiệp Công thức 1, vượt qua Ricardo Rodríguez để trở thành tay đua trẻ nhất ghi được điểm trong Công thức 1. Trong các chặng đua tiếp theo của mùa giải, anh lấy điểm năm lần. Kết quả tốt nhất của anh là vị trí thứ tư ở giải đua ô tô Công thức 1 Đức. Sau mùa giải, anh đứng thứ tám trong bảng xếp hạng các tay đua với 12 điểm và bị đồng đội Ralf Schumacher đánh bại.
Vào tháng 8, Williams tuyên bố cặp tay đua cho mùa giải 2001 bao gồm Ralf Schumacher và Juan Pablo Montoya. Vì chỗ đua ở Williams bị chiếm lấy bởi Montoya, anh ký hợp đồng hai năm với Benetton.

#### Benetton và Renault (2001-2002)

##### 2001: Mùa giải đầu tiên với Benetton
Vào năm 2001, Button chuyển sang Benetton và hợp tác với tay đua giàu kinh nghiệm người Ý Giancarlo Fisichella. Chiếc xe của đội anh kém cạnh tranh do thiếu trợ lực lái và mã lực đối với các đội nhanh hơn cùng với việc thiếu thời gian thử nghiệm trước mùa giải. Anh đứng thứ 17 trong bảng xếp hạng các tay đua với hai điểm và kết quả tốt nhất của anh là vị trí thứ năm tại giải đua ô tô Công thức 1 Đức. Kết quả tệ của anh khiến người ta đồn đoán rằng anh sẽ bị thay thế trước cuối năm nhưng ông chủ đội Flavio Briatore tiết lộ rằng ông đã đưa anh ta cơ hội để rời đi. Ông tin rằng sự thiếu kinh nghiệm của anh đã giúp phần gặp khó khăn trong việc giúp đội của mình thiết lập một chiếc xe cạnh tranh.

##### 2002: Sống ăn chơi và bị sa thải bởi Flavio Briatore

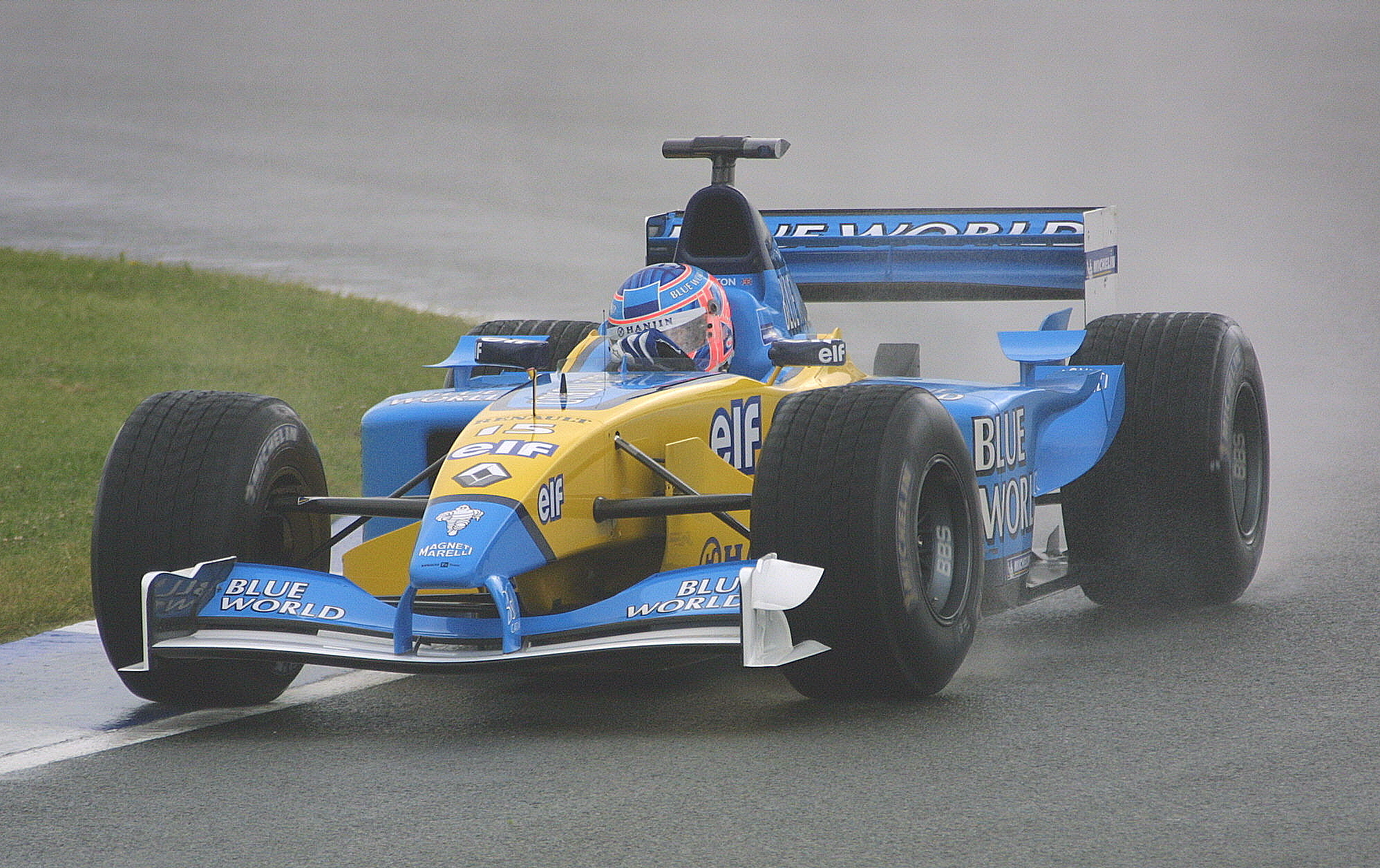
Jenson Button tại giải đua ô tô Công thức 1 Anh 2002

Năm 2002, Benetton được đổi tên thành Renault và Jarno Trulli trở thành đồng đội của Button. Anh thay đổi thói quen sống xã hội của mình để cải thiện danh tiếng của mình trước công chúng trước mùa giải.
Tại chặng đua thứ hai của mùa giải ở Malaysia, anh có cơ hội lên bục đầu tiên trong sự nghiệp trước khi sự cố hệ thống treo lốp xe sau ở vòng đua cuối khiến anh tụt xuống vị trí thứ 4. Màn trình diễn của anh cải thiện đáng kể từ năm 2001 vì chiếc xe đua có trợ lực lái và điều khiển khởi động. Mặc dù thường xuyên bị Trulli đánh bại trong vòng phân hạng nhưng anh thể hiện tốc độ trong cuộc đua tốt hơn so với Trulli. Bất chấp kết quả của anh và điều mong muốn ở lại với Renault, Briatore nói với anh qua điện thoại rằng tay đua lái thử Fernando Alonso sẽ thay thế anh vào năm 2003. Briatore phải đối mặt với những lời chỉ trích vì quyết định của ông ta và cũng tố Button là một "playboy lười biếng".

#### British American Racing (2003-2005)

##### 2003: Mùa giải đầu tiên với British American Racing
Vào tháng 7, Button ký hợp đồng hai năm với tùy chọn tham gia hai năm tiếp theo với đội đua British American Racing (BAR) để thay thế Olivier Panis và hợp tác với nhà vô địch thế giới năm 1997 người Canada Jacques Villeneuve. Một yếu tố quan trọng trong quyết định của anh là cơ hội làm việc với David Richards, ông chủ đội BAR.
Anh kết thúc mùa giải ở vị trí thứ 7 với 14 điểm.

##### 2004: Đứng vị trí thứ 3 trong bảng xếp hạng các tay đua
Vào mùa giải 2004, anh tuyên bố mục đích của mình là liên tục giành điểm và lên bục trao giải. Anh lên bục đầu tiên trong cuộc đua thứ hai trong năm sau khi cán đích ở vị trí thứ ba tại giải đua ô tô Công thức 1 Malaysia. Tại chặng đua sau đó ở Bahrain, anh tiếp tục về đích ở vị trí thứ ba. Trong cuộc đua tiếp theo ở trường đua Imola, anh giành vị trí pole đầu tiên và về nhì sau Michael Schumacher. Anh lên được 10 bục trong 18 cuộc đua của mùa giải nhưng không giành được chiến thắng nào cả. Anh đứng thứ ba trong bảng xếp hạng các tay đua và giúp đội của mình giành vị trí thứ hai trong bảng xếp hạng các tay đua.

##### 2005: Tiếp tục gặp vấn đề với hợp đồng với BAR và Williams

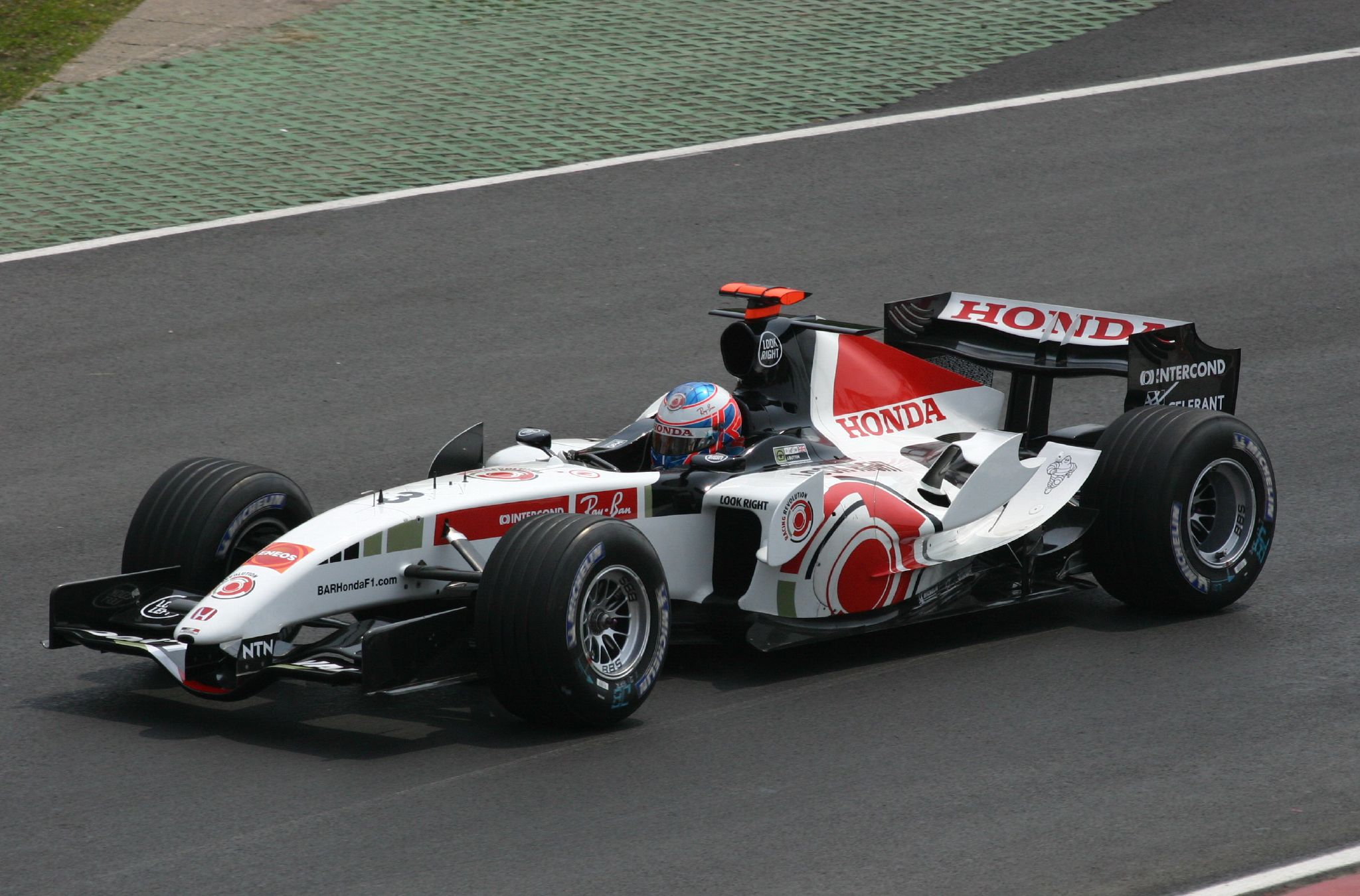
Jenson Button ở giải đua ô tô Công thức 1 Canada 2005

Bất chấp mối thù với đội vào năm ngoái, Button khẳng định rằng anh được đội ủng hộ và rất lạc quan cho mùa giải 2005. Anh không thể đối phó với những thay đổi về quy định liên quan đến khí động học và kết quả là chiếc xe đua của đội thiếu tốc độ. Button bị loại khỏi kết quả từ vị trí thứ ba tại giải đua ô tô Công thức 1 San Marino sau khi những người giám sát cuộc đua phát hiện ra chiếc xe của anh có bình xăng thứ hai bên trong bình xăng chính. Khi bình xăng đó cạn nước, xe của anh ấy nhẹ cân. Do đó, Tòa phúc thẩm quốc tế của Liên đoàn Ô tô Quốc tế (FIA) cấm anh và đội của anh tham gia hai cuộc đua tiếp theo. Sau khi trở lại, anh giành được vị trí pole thứ hai trong sự nghiệp của mình ở Montreal nhưng bỏ cuộc sau một lỗi lái xe khi ở vị trí thứ ba. Sau giải đua ô tô Công thức 1 Hoa Kỳ, Button ghi điểm trong tất cả các cuộc đua còn lại với hai lần về đích ở vị trí thứ ba tại Đức và Bỉ. Anh kết thúc mùa giải này ở vị trí thứ chín với 37 điểm.
Trong mùa giải này, anh lại gặp phải tranh chấp hợp đồng liên quan đến BAR và Williams. Anh ký hợp đồng trước để lái xe cho Williams vào năm 2006 nhưng anh tin rằng cơ hội giành chiến thắng đầu tiên của mình sẽ tốt hơn tại BAR và hợp đồng với Williams của anh không ràng buộc. Frank Williams khẳng định hợp đồng hoàn toàn có giá trị ràng buộc và BAR yêu cầu anh thực hiện một số nghĩa vụ theo hợp đồng với các nhà tài trợ.

#### Honda (2006-2008)

##### 2006: Giành chiến thắng đầu tiên trong sự nghiệp

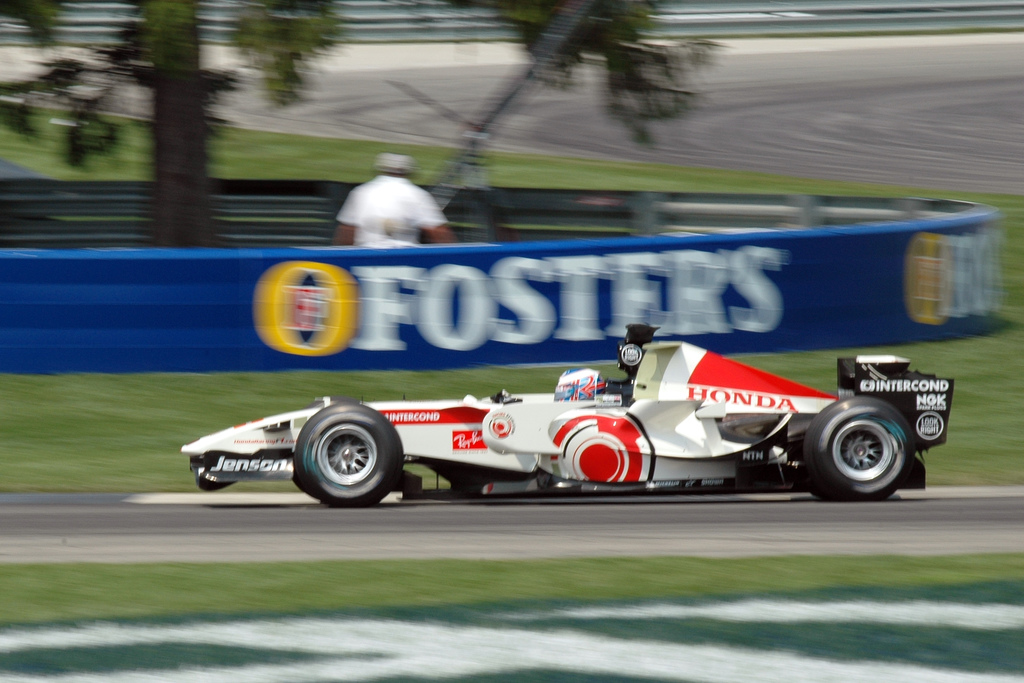
Jenson Button tại giải đua ô tô Công thức 1 Hoa Kỳ 2006

BAR được đổi tên thành Honda trước năm 2006 sau khi được Honda mua lại và đồng đội mới của Button là tay đua Rubens Barrichello người Brazil giàu kinh nghiệm. Honda tuyên bố sẽ đối xử với anh bình đẳng và anh và đồng đội Barrichello sẽ không nhận được sự ưu đãi nào. Đội của anh thực hiện tốt trong buổi thử nghiệm nhờ sự hỗ trợ của các nguồn lực bổ sung hiện có từ Honda. Anh ghi điểm ở năm trong số mười một cuộc đua đầu tiên và về thứ ba tại giải đua ô tô Công thức 1 Malaysia và giành vị trí pole tại giải đua ô tô Công thức 1 Úc tiếp theo. Anh giành chiến thắng đầu tiên trong sự nghiệp Công thức 1 của mình tại giải đua ô tô Công thức 1 Hungary bị ảnh hưởng bởi thời tiết ẩm ướt khi xuất phát ở vị trí thứ 14. Anh thường về thứ tư hoặc thứ năm ở mỗi cuộc đua trong số năm cuộc đua tiếp theo và kết thúc mùa giải sau khi lên bục vinh quang ở giải đua ô tô Công thức 1 Brazil. Trong sáu chặng đua cuối cùng của mùa giải, anh ghi được nhiều điểm hơn bất kỳ tay đua nào khác.

##### 2007
Năm 2007, Button tiếp tục đua cho Honda cùng với Barrichello. Anh đã không thể tham gia buổi thử nghiệm trước mùa giải vì bị gãy hai đường gân ở xương sườn vì một sự cố đua xe kart vào cuối năm 2006. Chiếc xe đua Honda RA107 của anh bị mất cân bằng về khí động học do thiếu độ bám đường sau khi Shuhei Nakamoto được bổ nhiệm làm Giám đốc kỹ thuật cấp cao sau sự ra đi của Geoff Willis. Mùa giải này của anh tệ hơn nhiều so với năm 2006 vì anh thường xuyên vượt qua vòng phân hạng ngoài top 10 và tốc độ kém. Anh ghi được sáu điểm trong suốt mùa giải ở vị trí thứ 15 chung cuộc với thành tích tốt nhất là thứ năm tại giải đua ô tô Công thức 1 Trung Quốc mưa ướt.

##### 2008
Button tiếp tục ở lại với Honda vào năm 2008 và tiếp tục đua với Barrichello. Trong năm 2008, anh cùng một nhóm bạn đến Lanzarote để lập căn cứ tập luyện cho mùa giải sắp tới. Anh cảm thấy tự tin hơn kể từ khi giám đốc kỹ thuật Ross Brawn trở thành ông chủ của Honda và chú ý đến thiết kế đường hầm gió của chiếc xe. Chiếc xe đua Honda RA108 tỏ ra kém cạnh tranh và anh chỉ ghi được ba điểm vào năm đó sau khi về thứ sáu tại giải đua ô tô Công thức 1 Tây Ban Nha. Vào sáng ngày 4 tháng 12 năm 2008, cuộc khủng hoảng kinh tế toàn cầu khiến Honda phải rút lui khỏi Công thức 1 và điều này khiến cơ hội giành chức vô địch Công thức 1 vào năm 2009 của anh phụ thuộc vào việc đội tìm được người mua. Anh được người bạn của mình, Richard Goodard, thông báo vào ngày hôm trước và  thay đổi kế hoạch của mình để thảo luận về việc rút tiền với các đồng nghiệp nhưng không phải hiệu suất cho chiếc xe 2009. Ngoài ra, anh đã từ chối lời đề nghị lái xe cho đội thấp cấp Toro Rosso của Red Bull Racing vì Toro Rosso sẽ không trao cho anh ấy một chiếc xe cạnh tranh.

#### Giành chức vô địch đầu tiên và duy nhất với Brawn GP (2009)

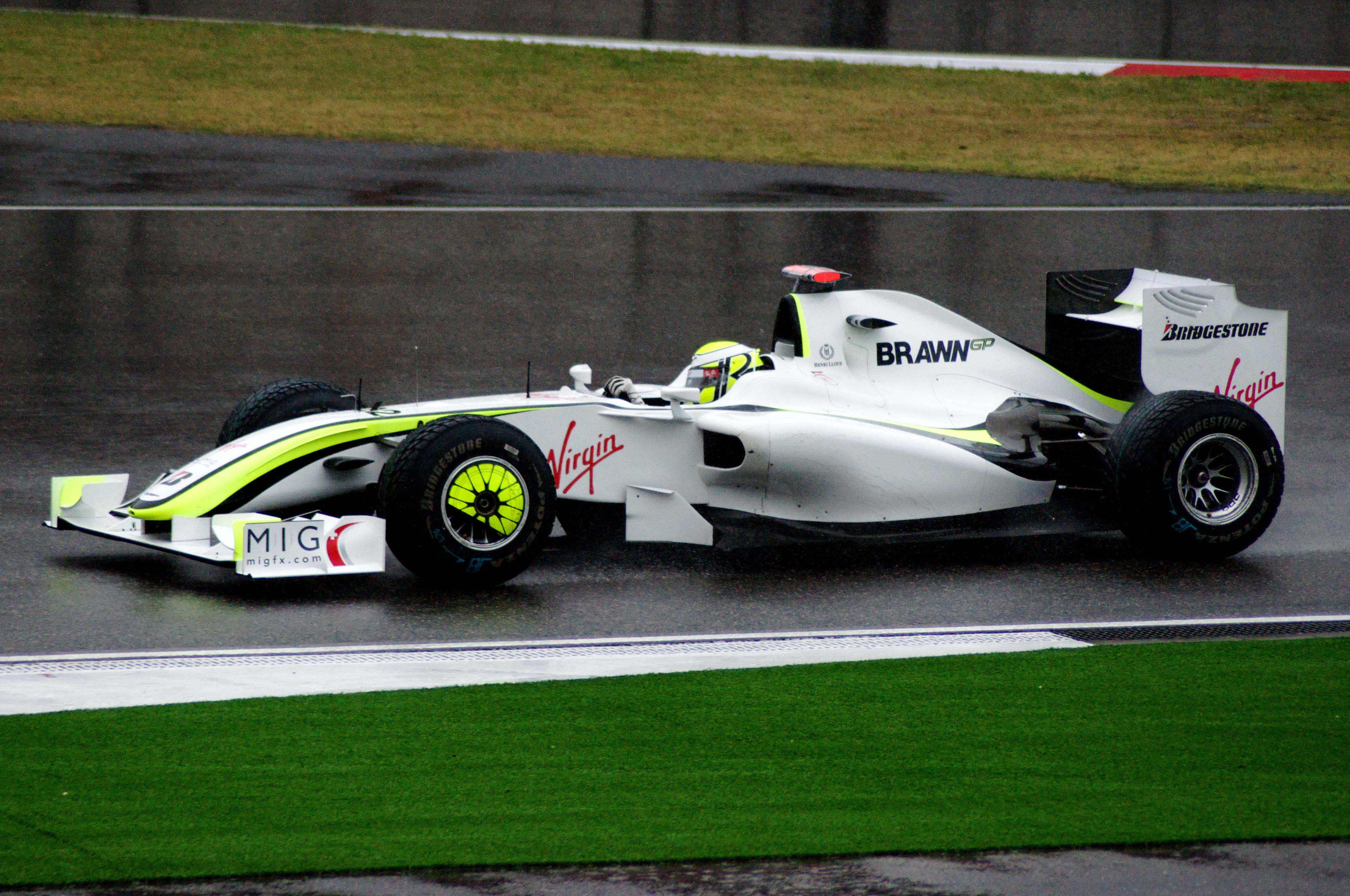
Jenson Button tại giải đua ô tô Công thức 1 Trung Quốc 2009

Vào năm 2009, Brawn mua đội Honda và đổi tên thành Brawn GP vào đầu tháng 3 năm 2009. Button ký hợp đồng cho đội vào năm 2009 và được giảm lương như trong một phần của thỏa thuận. Mặc dù không được đánh giá cao giành chức vô địch, nhưng chiếc xe Brawn BGP 001 của đội nhanh chóng và   bền bỉ trong quá trình thử nghiệm trước mùa giải nhờ gói khí động học hiệu quả, động cơ Mercedes-Benz V8 mạnh mẽ và bộ lốp trơn mượt. Ghế của chiếc xe được hạ xuống để anh cảm thấy thoải mái hơn.
Anh giành chiến thắng trong sáu trong bảy chặng đua đầu tiên với bốn vị trí pole nhờ bộ khuếch tán kép giúp anh và các đội Toyota và Williams nhanh hơn những đội khác. Sau khi các đội lớn giới thiệu bộ khuếch tán được cấu hình lại của riêng họ, sự thống trị của Button kết thúc và anh thường xuyên về đích vị trí thứ sáu trong mười chặng đua tiếp theo và ghi được 35 điểm sau khi lấy được 61 điểm trong bảy cuộc đua đầu tiên. Tại giải đua ô tô Công thức 1 Brasil , Button bị cản trở trong vòng phân hạng do chọn lốp sai trong thời tiết ẩm ướt và chỉ vượt qua ở vị trí thứ 14. Trong cuộc đua đó, anh về thứ năm và giành đủ số điểm để giành chức vô địch đầu tiên và duy nhất của mình.

#### McLaren (2010-2017)

##### 2010: Mùa giải đầu tiên thành công với McLaren

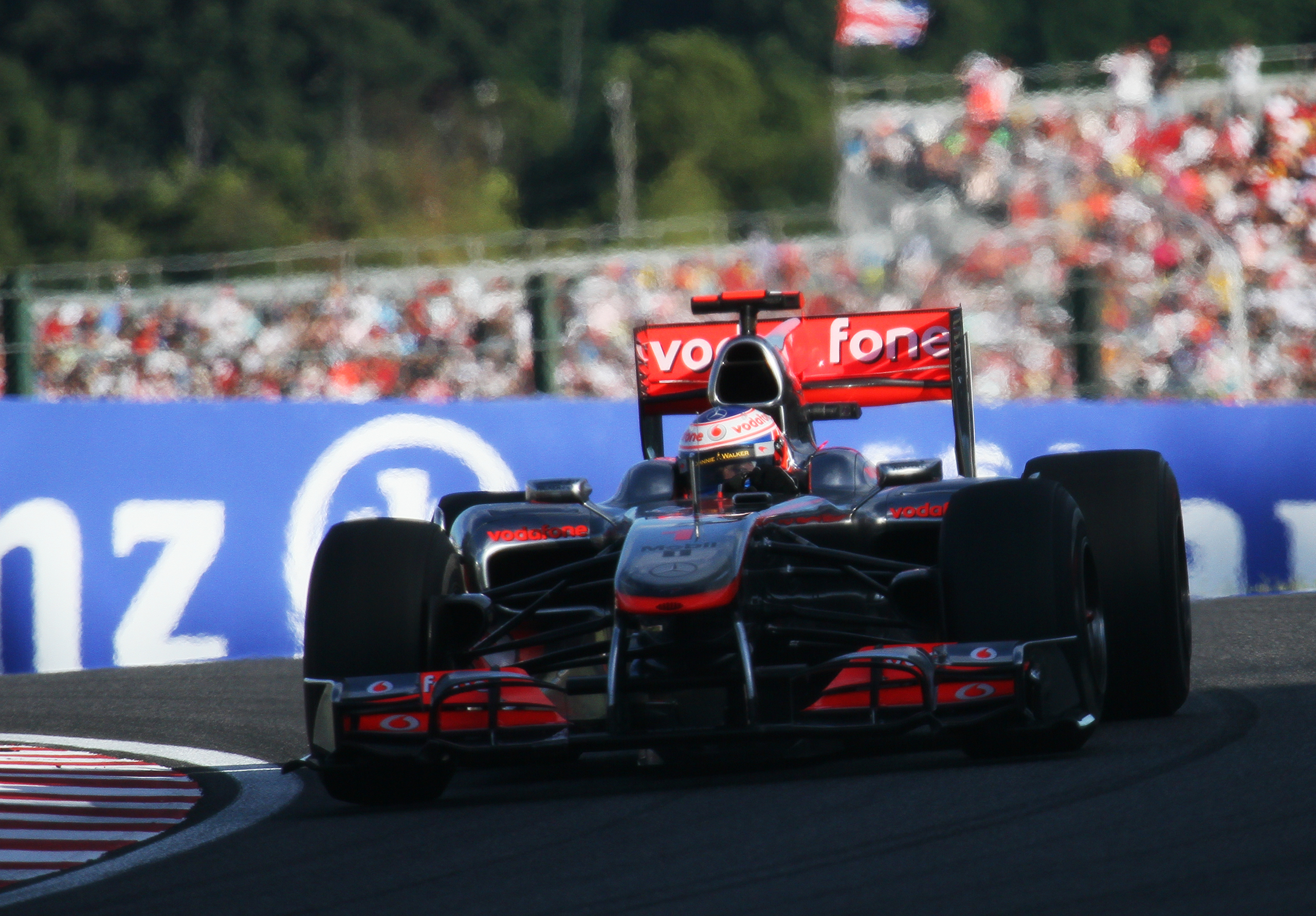
Jenson Button tại giải đua ô tô Công thức 1 Nhật Bản 2010

Vào năm 2010, Button chuyển đến McLaren và đồng đội của anh là nhà vô địch Công thức 1 năm 2008 và người đồng huơng Lewis Hamilton.
Anh giành chiến thắng tại giải đua ô tô Công thức 1 Úc và giải đua ô tô Công thức 1 Trung Quốc và dẫn đầu bảng xếp hạng các tay đua cho đến thời điểm đó. Sau đó, anh về nhì ở Thổ Nhĩ Kỳ sau khi nhận thông tin sai lệch của đội khiến anh phải đấu với Hamilton để giành chiến thắng chặng đua đó. Điều này làm căng thẳng mối quan hệ của anh với Hamilton. Tại các chặng đua sau đó, anh lên bục trao giải tại hai chặng đua và ba lần ghi điểm để tiếp tục tranh chức vô địch. Button bỏ cuộc tại giải đua ô tô Công thức 1 Bỉ sau khi bị Sebastian Vettel đâm vào xe và làm thủng bộ tản nhiệt trong chiếc xe đua của anh. Anh lên bục sau khi về đích vị trí thứ hai ở Monza và sau đó về đích ở vị trí thứ tư tại các chặng đua ở Singapore và Nhật Bản. Tại giải đua ô tô Công thức 1 Brazil, anh và đoàn tùy tùng của anh bị đe dọa bởi một số tội phạm ở khu ổ chuột trên đường trở về từ vòng phân hạng tại Interlagos nhưng không ai bị thuơng trong vụ việc đó. Về mặt toán học, Button bị loại khỏi danh hiệu với vị trí thứ năm trong cuộc đua đó và đứng ở vị trí thứ năm trong bảng xếp hạng các tay đua sau khi về đích ở vị trí thứ ba tại giải đua ô tô Công thức 1 Abu Dhabi

##### 2011: Vị tri á quân trong bảng xếp hạng các tay đua và đánh bại Lewis Hamilton

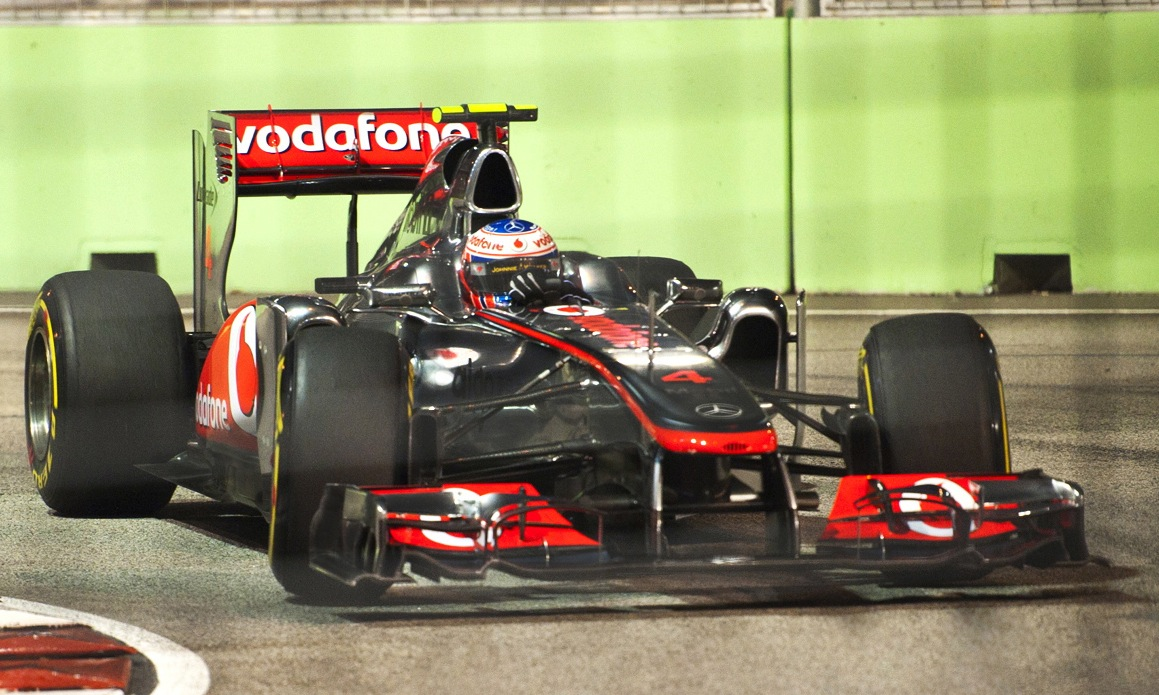
Jenson Button tại giải đua ô tô Công thức 1 Singapore 2011

Chiếc xe MP4-26 của Button cho năm 2011 được chế tạo xung quanh khung cao hơn của anh từ ý kiến đóng góp của đội vào cuối năm 2010. Anh tin rằng việc giới thiệu lốp Pirelli vào mùa giải đó sẽ phù hợp với phong cách lái êm ái của anh và cho biết giành chức vô địch sẽ khiến anh khó từ giã làng Công thức 1.
Anh bắt đầu mùa giải sau khi về đích không thấp hơn vị trí thứ sáu trong sáu cuộc đua đầu tiên với ba lần lên bục trao giải. Anh giành chiến thắng tại giải đua ô tô Công thức 1 Canada bị ảnh hưởng bởi thời tiết mưa gió và sau hai lần va chạm khiến anh rơi xuống vị trí cuối cùng và vượt qua Vettel sau khi Vettel trượt ra ngoài trên mặt đường đua trơn trượt ở vòng cuối cùng. Anh sau đó giành chiến thắng tại giải đua ô tô Công thức 1 Hungary cũng được tổ chức trong thời tiết tương tự và giải đua ô tô Công thức 1 Nhật Bản. Thế nhưng, kết quả của anh trong suốt mùa giải này loại anh khỏi cuộc tranh chức vô địch sau khi Vettel giành chức vô địch ở Nhật Bản. Anh giành được 3 chiến thắng và 12 lần lên bục trao giải để về nhì với 270 điểm.

##### 2012: Giành chiến thắng cuối cùng trong sự nghiệp

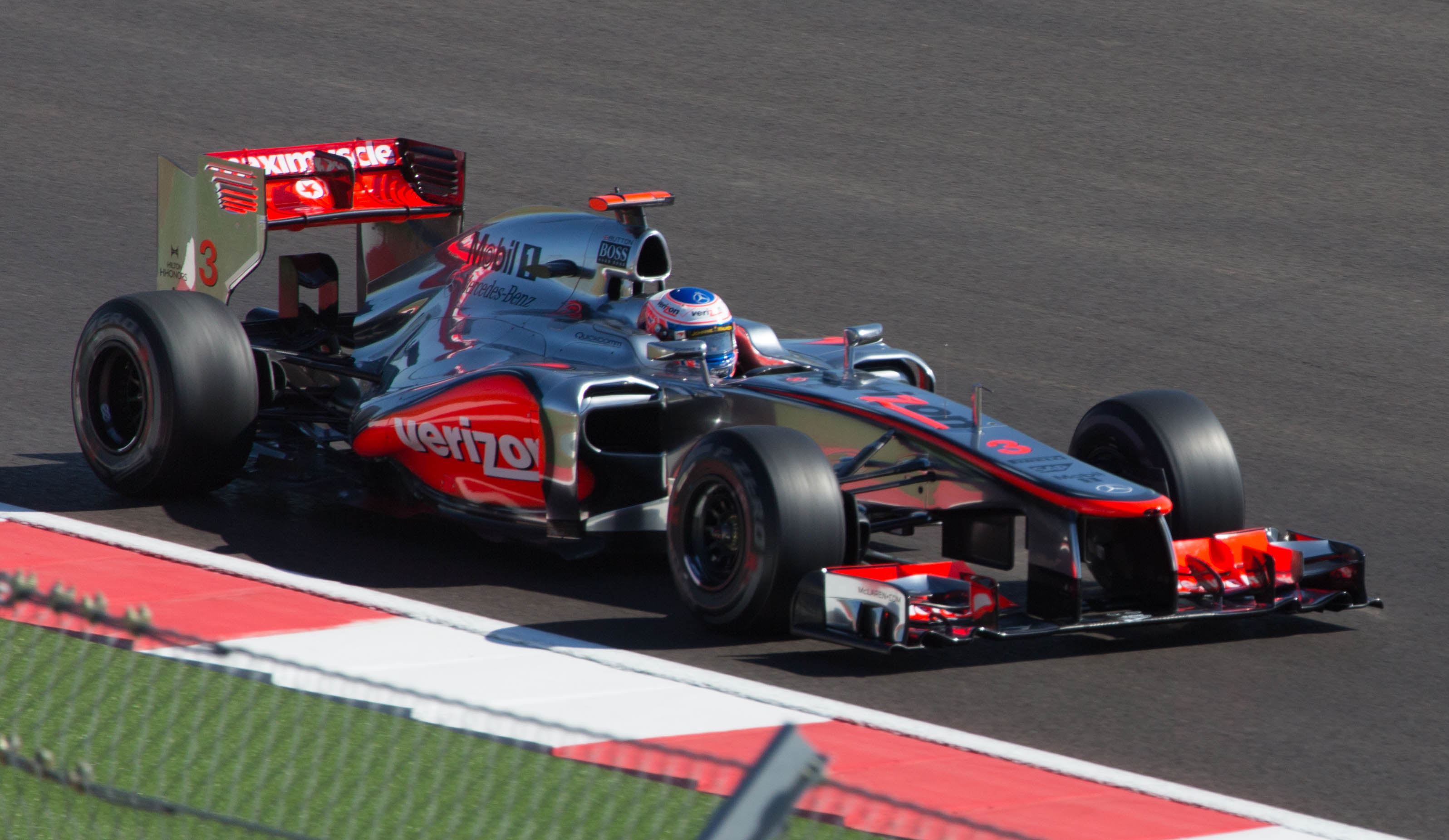
Jenson Button tại giải đua ô tô Công thức 1 Hoa Kỳ 2012

Ông chủ đội, ông Martin Whitmarsh, muốn Button ở lại McLaren trong ba năm tới trong khi anh đang đàm phán với Ferrari về một chỗ đua cho năm 2013. Trước thềm giải đua ô tô Công thức 1 Nhật Bản 2011, anh đã ký hợp đồng gia hạn thêm ba năm với McLaren. Chiến thắng tại giải đua ô tô Công thức 1 Úc mở đầu mùa giải và hai lần về nhì tại giải đua ô tô Công thức 1 Trung Quốc và giải đua ô tô Công thức 1 Đức là những điểm nổi bật trong nửa đầu mùa giải của anh.
Thành tích tổng thể của anh trong bảy cuộc đua đầu tiên giảm do chiếc xe khó tạo ra nhiệt độ và độ bám chính xác vào lốp trước Pirelli mới có tuổi thọ ngắn do phong cách lái xe mượt mà của anh. Do vậy, anh phải thay đổi cách thiết lập ô tô của mình và tự điều chỉnh cho phù hợp với lốp xe để duy trì nhiệt độ nhằm mang lại hiệu suất tốt hơn. Trong phần còn lại của mùa giải, anh giành chiến thắng ở Bỉ và Brazil và lọt vào top 5 ở 5 trong 7 chặng đua tiếp theo để giành vị trí thứ 5 chung cuộc với 188 điểm.

##### 2013: Bắt đầu sa sút nhưng đánh bại đồng đội mới

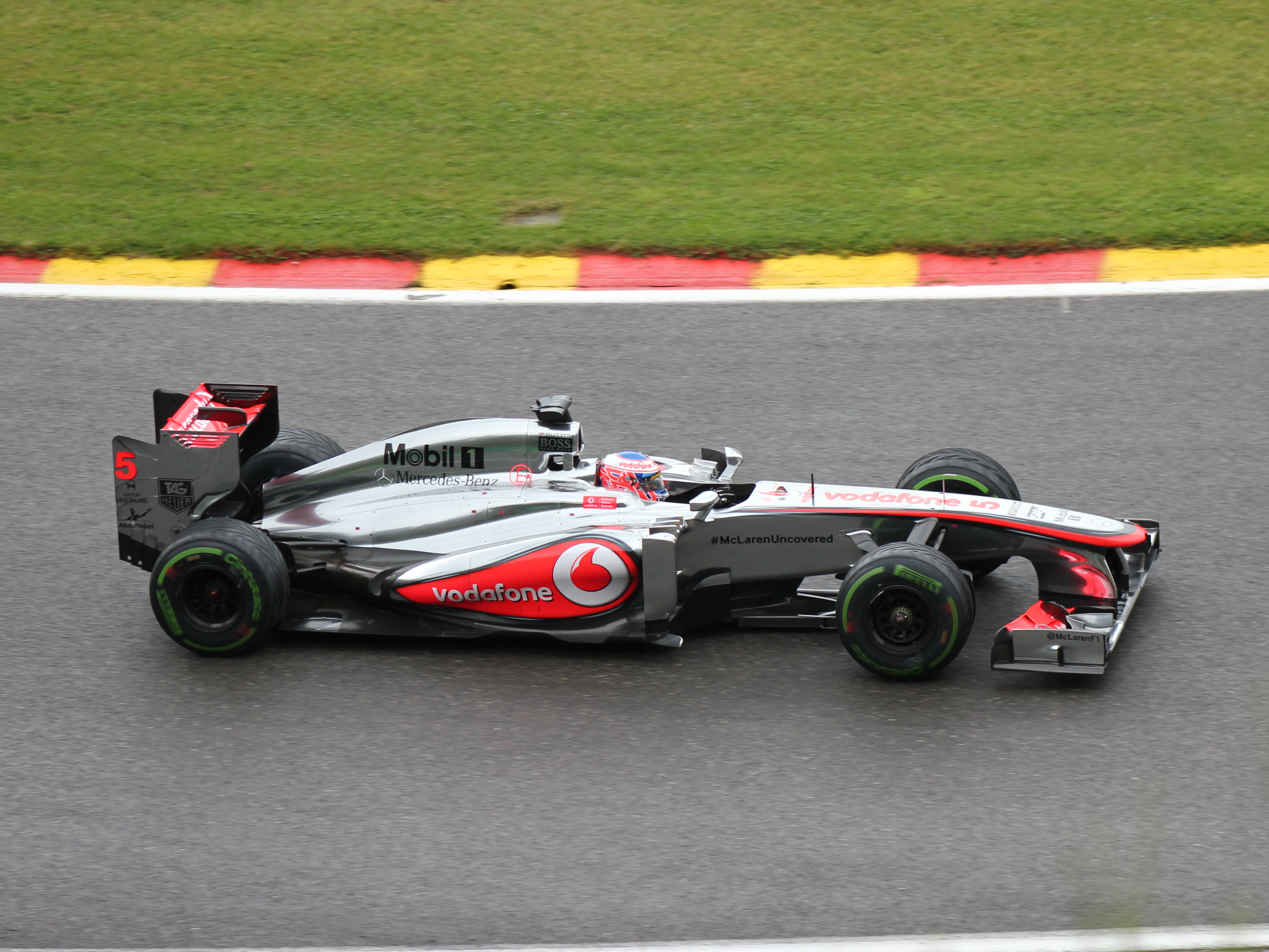
Jenson Button tại giải đua ô tô Công thức 1 Bỉ 2013

Sergio Pérez, tay đua tốt nghiệp Học viện Tay đua Ferrari, gia nhập McLaren vào năm 2013. McLaren tạo chiếc xe MP4-28 không dành cho những thay đổi về quy định cho năm 2014 và điều này khiến Button điều khiển một chiếc xe không ổn định vì thiếu lái, thiếu lực xuống và lốp xuống cấp nghiêm trọng. Sau khi về thứ chín tại giải đua ô tô Công thức 1 Úc mở đầu mùa giải, McLaren đã giới thiệu các bộ phận từ chiếc xe MP4-27 để lắp đặt lên chiếc xe MP4-28 nhưng điều này không gây ảnh hưởng đáng kể và Button tiếp tục đạt được kết quả yếu kém trong suốt mùa giải với kết quả tốt nhất là vị trí thứ tư tại giải đua ô tô Công thức 1 Brazil kết thúc mùa giải. Sau mùa giải, anh đứng thứ 9 trong bảng xếp hạng các tay đua với 73 điểm.

##### 2014: Lên bục trao giải một lần cuối cùng và đánh bại đồng đội mới một lần nữa
Button đã đồng ý kéo dài hợp đồng để ở lại với McLaren cho năm 2014 vào tháng 9 năm 2013 nhưng đã cân nhắc việc nghỉ phép sau cái chết bất ngờ của cha anh ở Monaco vào tháng 1 năm 2014. Trong mùa giải này, anh lại có một đồng đội mới và đó là tay đua tân binh người Đan Mạch, Kevin Magnussen. Họ có một mối quan hệ thân thiết. Anh về thứ ba tại giải đua ô tô Công thức 1 Úc, chặng đua đầu tiên của mùa giải, sau khi tay đua người Úc Daniel Ricciardo của Red Bull Racing bị loại khỏi kết quả vì vi phạm mức tiêu thụ nhiên liệu và bản kháng cáo của Red Bull bị từ chối sau cuộc đua. Cuộc đua này cũng chính là lần lên bục vinh quang cuối cùng trong sự nghiệp Công thức 1 của anh. Anh đã về đích bốn lần về đích ở vị trí thứ tư và ghi thêm điểm bảy lần nữa để giành vị trí thứ 8 trong bảng xếp hạng các tay đua với 126 điểm. Anh đã đánh bại Magnussen mười lần trong vòng phân hạng và ghi được gấp đôi số điểm so với Magnussen.

##### 2015: Sa sút một lần nữa
Button trở nên không hào hứng với Công thức 1 và báo chí đồn đoán về tương lai của anh ấy trong môn thể thao này với tin đồn rằng Alonso sẽ là đồng đội của Magnussen vào năm 2015. Anh muốn ở lại McLaren nhưng cảm thấy bất an về sự nghiệp của mình.
Ron Dennis, ông chủ đội McLaren, không muốn Button đua cho McLaren nhưng cổ đông của đội, ông Mansour Ojjeh, đã nói với Dennis rằng Button nên ở lại thay vì Magnussen sau khi xem xét tình hình tuơng lai. Các cuộc đàm phán giữa Button và giám đốc cuộc đua McLaren, ông Éric Boullier, và chủ sở hữu đội Ron Dennis đã kết thúc với thỏa thuận để Button tiếp tục đua vào ngày 10 tháng 12. Button đồng ý giảm lương với tùy chọn cho năm thứ hai. Trong hợp đồng đó, McLaren hoặc Button có thể áp dụng các điều khoản để chấm dứt hợp đồng sau mùa giải nếu một trong các bên muốn điều đó. Anh có một mùa giải khá thất vọng khi chỉ bốn lần về đích trong top 10 và kết quả tốt nhất là vị trí thứ 6 tại giải đua ô tô Công thức 1 Hoa Kỳ. Đồng thời, anh hiếm khi có thể vượt qua phần đầu tiên (Q1) của vòng phân hạng và đứng thứ 16 trong bảng xếp hạng các tay đua với 16 điểm sau khi mùa giải kết thúc.

##### 2016: Mùa giải cuối cùng với tư cách là tay đua chính thức cho McLaren

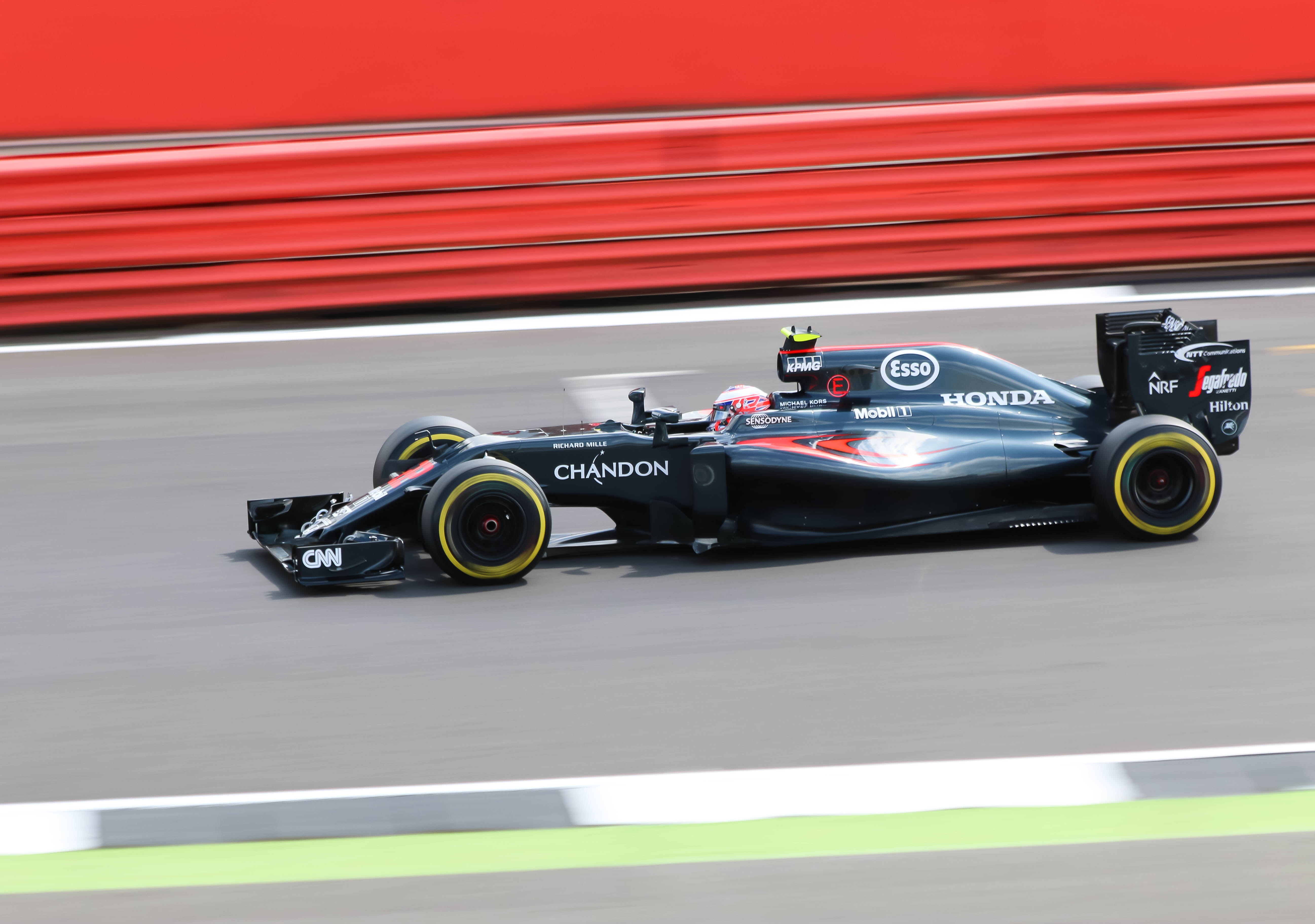
Jenson Button tại chặng đua quê nhà của anh, giải đua ô tô Công thức 1 Anh 2016

Vào năm 2016, anh đã được đội McLaren giữ lại sau các cuộc thảo luận hợp đồng với Dennis và các cuộc gặp với các kỹ sư và khí động học tại Trung tâm Công nghệ McLaren (MTC). Anh được tăng lương 50% khi ở lại McLaren thêm một năm. Đồng thời, anh đã cân nhắc việc quay trở lại đội Williams nhưng sau đó từ chối. Trái ngược với năm ngoái, động cơ Honda mới của McLaren mạnh hơn và điều đó khiến anh có cơ hội ghi điểm cao hơn nhưng độ bền bỉ lại tiếp tục cản trở anh và McLaren. Sau mùa giải, anh đã hoàn thành 15 trong số 21 cuộc đua và kết quả tốt nhất của anh là vị trí xuất phát thứ ba tại giải đua ô tô Công thức 1 Áo với vị trí thứ sáu sau cuộc đua. Anh kết thúc mùa giải này ở vị trí thứ 15 trong bảng xếp hạng các tay đua với 21 điểm.

##### 2017: Quay trở lại với McLaren cho một cuộc đua duy nhất
Button được McLaren giữ lại làm tay đua dự bị với tùy chọn quay lại cuộc đua toàn thời gian cho đội vào năm 2018 nếu anh và McLaren đồng ý. Vào tháng 4 năm 2017, Boullier đề nghị Button đua thay cho Alonso ở giải đua ô tô Công thức 1 Monaco 2017 do Alonso tham gia giải đua Indianapolis 500. Trong cuộc đua, anh đã phải bỏ cuộc sau một vụ va chạm với tay đua Pascal Wehrlein của Sauber khiến chiếc xe đua của anh bị hư hỏng.

## Thống kê thành tích

### Thống kê tổng thể
| Mùa giải | Giải đua                          | Đội đua                           | Số chặng | Số chiến thắng | Số vị trí pole | Số vòng đua nhanh nhất | Số lần lên bục trao giải | Tổng điểm | Vị trí trong BXH |
| -------- | --------------------------------- | --------------------------------- | -------- | -------------- | -------------- | ---------------------- | ------------------------ | --------- | ---------------- |
| 1998     | British Formula Ford Championship | Haywood Racing                    | 15       | 7              | 9              | 7                      | 12                       | 133       | 1                |
| 1998     | Formula Ford Festival             | Haywood Racing                    | 1        | 1              | 0              | 0                      | 1                        |           | 1                |
| 1999     | British Formula 3 Championship    | Promatecme UK                     | 16       | 3              | 3              | 4                      | 7                        | 168       | 3                |
| 1999     | Macau Grand Prix                  | Promatecme UK                     | 1        | 0              | 0              | 0                      | 1                        |           | 2                |
| 1999     | Masters of Formula 3              | Promatecme UK                     | 1        | 0              | 0              | 0                      | 0                        |           | 5                |
| 1999     | Korea Super Prix                  | Promatecme UK                     | 1        | 0              | 0              | 0                      | 1                        |           | 2                |
| 1999     | Spa 24 Hours                      | BMW FINA Team Rafanelli           | 1        | 0              | 0              | 0                      | 0                        | 0         | KXH              |
| 2000     | Công thức 1                       | BMW Williams F1 Team              | 17       | 0              | 0              | 0                      | 0                        | 12        | 8                |
| 2001     | Công thức 1                       | Mild Seven Benetton Renault       | 17       | 0              | 0              | 0                      | 0                        | 2         | 17               |
| 2002     | Công thức 1                       | Mild Seven Renault F1 Team        | 17       | 0              | 0              | 0                      | 0                        | 14        | 7                |
| 2003     | Công thức 1                       | Lucky Strike BAR Honda            | 15       | 0              | 0              | 0                      | 0                        | 17        | 9                |
| 2004     | Công thức 1                       | Lucky Strike BAR Honda            | 18       | 0              | 1              | 0                      | 10                       | 85        | 3                |
| 2005     | Công thức 1                       | Lucky Strike BAR Honda            | 16       | 0              | 1              | 0                      | 2                        | 37        | 9                |
| 2006     | Công thức 1                       | Lucky Strike Honda Racing F1 Team | 18       | 1              | 1              | 0                      | 3                        | 56        | 6                |
| 2007     | Công thức 1                       | Honda Racing F1 Team              | 17       | 0              | 0              | 0                      | 0                        | 6         | 15               |
| 2008     | Công thức 1                       | Honda Racing F1 Team              | 18       | 0              | 0              | 0                      | 0                        | 3         | 18               |
| 2009     | Công thức 1                       | Brawn GP F1 Team                  | 17       | 6              | 4              | 2                      | 9                        | 95        | 1                |
| 2010     | Công thức 1                       | Vodafone McLaren Mercedes         | 19       | 2              | 0              | 1                      | 7                        | 214       | 5                |
| 2011     | Công thức 1                       | Vodafone McLaren Mercedes         | 19       | 3              | 0              | 3                      | 12                       | 270       | 2                |
| 2012     | Công thức 1                       | Vodafone McLaren Mercedes         | 20       | 3              | 1              | 2                      | 6                        | 188       | 5                |
| 2013     | Công thức 1                       | Vodafone McLaren Mercedes         | 19       | 0              | 0              | 0                      | 0                        | 73        | 9                |
| 2014     | Công thức 1                       | McLaren Mercedes                  | 19       | 0              | 0              | 0                      | 1                        | 126       | 8                |
| 2015     | Công thức 1                       | McLaren Honda                     | 19       | 0              | 0              | 0                      | 0                        | 16        | 16               |
| 2016     | Công thức 1                       | McLaren Honda                     | 21       | 0              | 0              | 0                      | 0                        | 21        | 15               |
| 2017     | Công thức 1                       | McLaren Honda                     | 1        | 0              | 0              | 0                      | 0                        | 0         | KXH              |
| 2017     | Super GT                          | Team Mugen                        | 1        | 0              | 0              | 0                      | 0                        | 0         | KXH              |
| 2018     | Super GT                          | Team Kunimitsu                    | 8        | 1              | 1              | 0                      | 4                        | 78        | 1                |
| 2018     | 24 Hours of Le Mans               | SMP Racing                        | 1        | 0              | 0              | 0                      | 0                        |           | DNF              |
| 2018–19  | FIA World Endurance Championship  | SMP Racing                        | 4        | 0              | 0              | 0                      | 1                        | 27        | 15               |
| 2019     | Super GT                          | Team Kunimitsu                    | 8        | 0              | 0              | 0                      | 2                        | 37        | 8                |
| 2019     | Deutsche Tourenwagen Masters      | Team Kunimitsu                    | 2        | 0              | 0              | 0                      | 0                        | 0         | KXH†             |
| 2020     | British GT Championship           | Jenson Team Rocket RJN            | 1        | 0              | 0              | 0                      | 0                        | 0         | KXH†             |
| 2021     | Extreme E                         | JBXE                              | 1        | 0              | 0              | 0                      | 0                        | 17        | 12               |
| 2022–23  | Nitro Rallycross Championship     | Xite Energy Racing                |          |                |                |                        |                          |           |                  |

Chú thích:
- † Vì Button là một tay đua mời tham dự nên anh không được phép ghi điểm
- KXH = Tay đua không được xếp hạng.
- DNF = Tay đua không hoàn thành một sự kiện hoặc một chặng đua.